# John J. Crittenden
John Jordan Crittenden, född 10 september 1786, död 26 juli 1863, var en amerikansk politiker.
Crittenden föddes nära Versailles, Kentucky. Hans far John Crittenden var veteran av Amerikanska revolutionen. Han var farbror till Thomas Theodore Crittenden, som bland annat var guvernör av Missouri.
Crittenden var ledamot av USA:s senat 1817-1819. I senaten var han ordförande för justitieutskottet. Han återvände till senaten 1835 som ledamot av whigpartiet och denna gång var han i senaten till 1841 då han tillträdde som justitieminister under president William Henry Harrison. I senaten var han åter igen 1842-1848 och 1855-1861. Under det sista året i senaten försökte han förhindra Amerikanska inbördeskriget från att bryta ut med hjälp av den sk. Crittendenkompromissen men misslyckades. Abraham Lincoln avslog Crittendens kompromissförslag.
USA:s justitieminister var han två gånger, 1841 och 1850-1853; den andra gången utnämndes han av president Millard Fillmore. Han var guvernör i delstaten Kentucky 1848-1850.
Crittenden var ledamot av USA:s representanthus 1861-1863. Den gången invaldes han som unionist från partiet Constitutional Union Party.